# جاليشكان
جاليشكان (بالكردية: Gitê) هي بلدة كردية تتبع إداريّاً لقضاء سلوبي التابعة لولاية شرناق في جنوب شرق تركيا بمنطقة كردستان تركيا. تنقسم البلدة إلى أربعة احياء سكنية، وبلغ عدد سكانها 4,896 نسمة في عام 2021.